# قصر المشور
قصر المشور أو القصر الملكي الزياني: شيَّد يغمراسن بن زيان قصر المشور في أوائل القرن الثالث عشر عند مغادرته القصر المرابطي الذي كان موازيا للجامع الأعظم، فقد وصف التنسي منازله الجليلة وحدائقه النضرة، هدم بعض حجراته باي الجزائر، إثر ثورة قام بها التلمسانيون على الحاكمين، ثم قضى على مابقي منها الفرنسيون سنة 1843 هدموه واتخذوه معسكرا إلا أنهم تركوا صومعة قصيرة جميلة تدل على أنه كان للقصر مسجدا.

## تاريخ

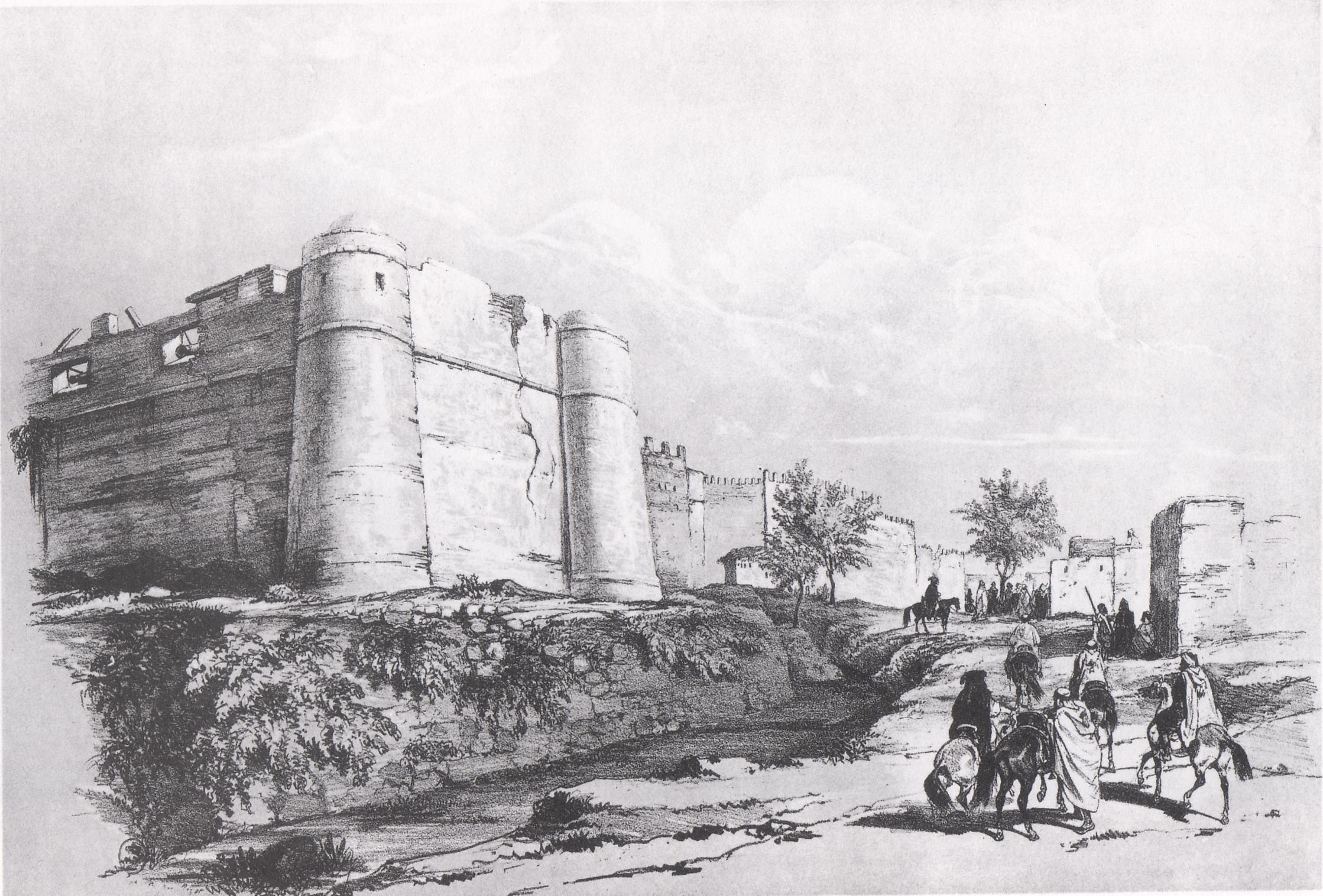
تلمسان

جاء اختيار «تلمسان عاصمة الثقافة الإسلامية» سنة 2011، لكون هذه المدينة من الحواضر الإسلامية العريقة، فهي عاصمة الزيانيين، وهي مهوى أفئدة العلماء والمرابطين والأولياء الصالحين.
ومن المعالم الأثرية التي تقف إلى اليوم شاهدة على عراقة تلمسان “قلعة المشور” التي تتوسّط المدينة، ولا يستطيع زائرو عاصمة الزيانيين تجاهلها، أو إتمام الزيارة من دون التجوُّل داخل هذه القلعة الضخمة.
تقول الكثير من المصادر التاريخية، إنّ هذه القلعة أسّسها المرابطون على عهد يوسف بن تاشفين، خلال الحصار الذي ضربوه على مدينة أغادير من أجل السيطرة عليها، وذلك في القرن الحادي عشر للميلاد، وهناك من يقول إنّ بني زيان هم الذين بنوه في القرن الرابع عشر للميلاد، وبحسب بعض المؤرخين، فإنّ كلمة “المشور” تعني المكان الذي يعقد فيه السلطان أمير المسلمين اجتماعاته مع وزرائه وكتّابه وضُبّاطه لمناقشة شؤون الدولة، والتشاور في أمور الرعية وقت السلم ووقت الحرب.
وتضمُّ القلعةُ قصرَ المشور، وهو القصر الوحيد المتبقّي من أربعة قصور كانت تشكّل فيما مضى قلعة المشور، وهي “دار الملك” و”دار أبي فهر” و”دار السرور” و”دار الراحة”. وبحسب ما تذهب إليه العديد من المراجع التاريخية، فإنّ الأمير عبد القادر الجزائري أقام بهذا القصر مدة أربع سنوات كاملة خلال توقيع معاهدة تافنة مع الجنرال الفرنسي بيجو، ثم خرج عنه بعد نقض الفرنسيين لتلك المعاهدة.
وفي فترة الاحتلال الفرنسي، تمّ تحويل القلعة إلى ثكنة عسكرية، وأُزيلت العديد من الآثار التاريخية التي كانت موجودة بها، كما حُوّل القصر إلى مستشفى عسكري.
ويُلاحظ الزائر للقصر أنّه يتكوّن من جناحين خُصّصا لإقامة الملك، أحدهما مهيّأٌ لفصل الصيف، وهو مبنيٌّ بالطين، بشكل يجعله باردا ومنعشا على مدار الفصل، وجناحٌ آخر يقيم فيه الملك في فصل الشتاء، وهو مبنيٌّ بالحجارة التي تجعل الجناح دافئا على مدار فصل الشتاء، وهي هندسة معمارية فريدة من نوعها كانت ترتكز على حسابات شروق الشمس وغروبها.
ويضمُّ الجناح الخاص بفصل الصيف، ممرّا سريّا، كان الملك يستخدمه عند الخروج لأداء الصلاة في المسجد الكبير، للاختفاء عن أعين العامة من الناس، كما كان يستخدمه كذلك في أوقات النزاعات والحروب، وكان يتّسع لمروره على ظهر جواده، كما يُلاحظ في قصر المشور زخرفة عربية إسلامية، تتكرّرُ فيها جملة واحدة على كلّ الجدران، وفي جميع الغرف والأجنحة، وهي “العزُّ القائم بالله.. الملك القائم بالله”.
تقع قلعة المشور على مساحة تصل إلى حوالي كيلومترين مربعين، وهي في شكل مستطيل من الغرب إلى الشرق. وكانت القلعة تضمُّ، إضافة إلى قصر السلطان، حمامات ومنازل وحدائق، وأيضا الجامع الذي يقع في الزاوية الجنوبية الغربية.
وبحسب عدد من المراجع التاريخية، فإنّه ليس هناك تاريخ محدّدٌ لبناء هذا المسجد، غير أنّ تأسيسه تمّ، على ما يبدو، عقب بناء القلعة بمدة، ويُقال إنّ تاريخ بنائه كان عام 517 للهجرة، الموافق لـ 1124م، على عهد يوسف بن تاشفين، وهناك من يقول إنّ بني زيان هم الذين بنوه في القرن الرابع عشر للميلاد.
يقع مسجد المشور على أرض مستوية، وقد شارك في نهضة تلمسان الثقافية والحضارية كثيرًا، حيث استقبل عددا كبيرا من العلماء الكبار الذين درسوا فيه ورابطوا للوعظ والإرشاد، وتخرّجت على أيديهم أجيالٌ من طلبة العلم والأدباء والمحدّثين. وما يُؤكد دور هذا الجامع الريادي في الحركة الفكرية والعلمية لتلمسان قُربه من قصور الأمراء والسلاطين الذين عُرفوا في تلك الفترة بتقريب العلماء والفقهاء وأهل العلم والأدب.
وقد واصل المسجد دوره الديني والثقافي طيلة قرون طويلة، إلى غاية الاحتلال الفرنسي لتلمسان سنة 1840م، وهو التاريخ الذي كان منعرجا حاسما في مهام هذا المسجد الذي حوّله الفرنسيون إلى كنيسة، حيث أزالوا سقفه وجدّدوه ليأخذ شكل كنيسة.
وبقي المسجد مدة من الزمن على تلك الحال، إلى أن ركّز الاحتلال الفرنسي وجوده بتلمسان، وكثُر العنصر الأوروبي المسيحي، ما أدّى إلى تأسيس العديد من الكنائس خارج (قلعة المشور)، واستغنى الفرنسيون فيما بعد عن كنيسة المشور، وتحوّلت إلى مخزن ومستودع تابعين للمستشفى العسكري. وما إن تحرّرت الجزائر، حتى عاد المسجد إلى وظيفته الدينية الإسلامية التي ما يزال يقوم بها إلى يوم الناس هذا، إلى جانب العشرات من المساجد الشامخة العامرة التي تنتشر عبر أحياء مدينة تلمسان العريقة وأزقّتها.

## معرض الصور

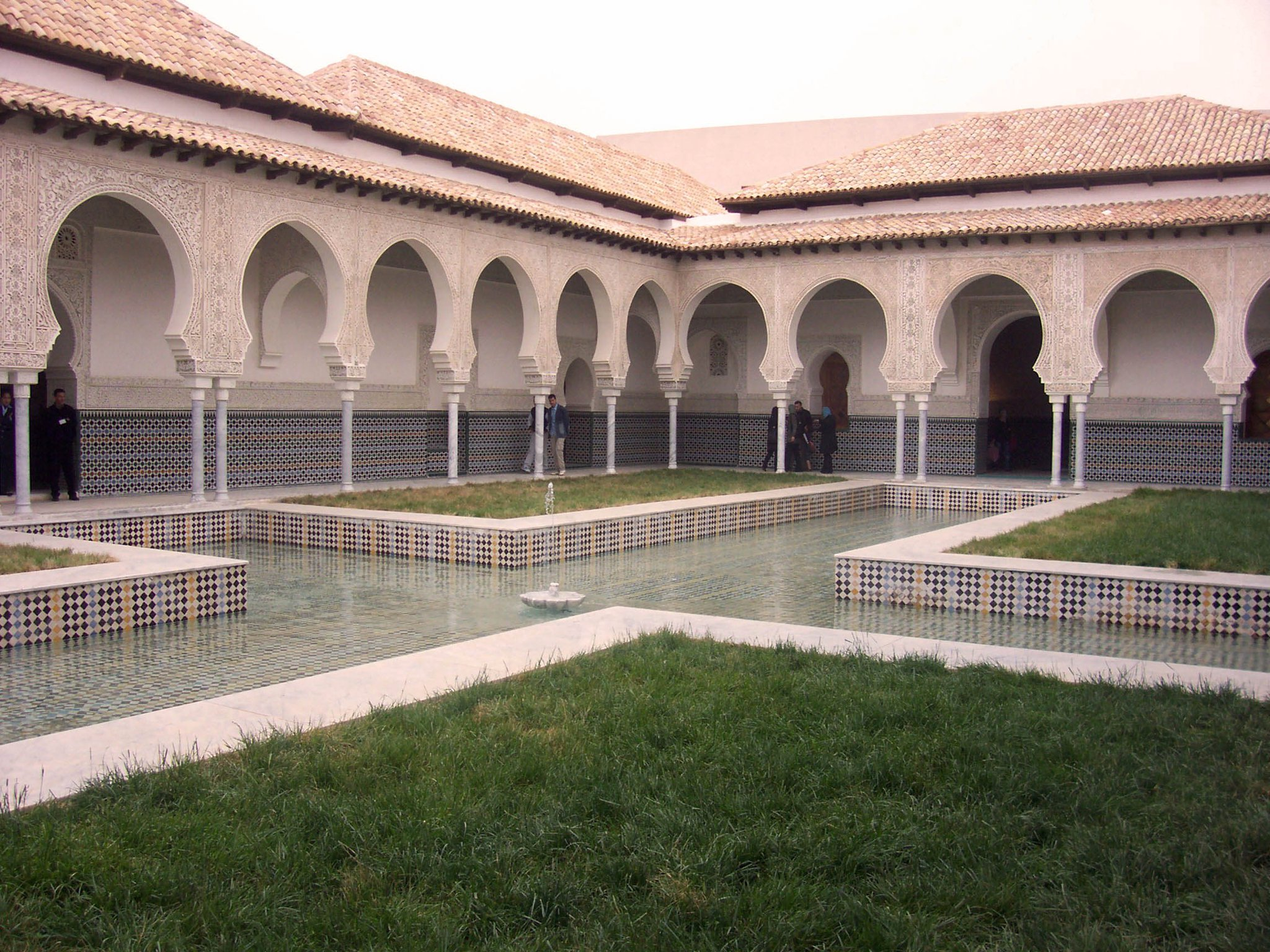
قصر المشور
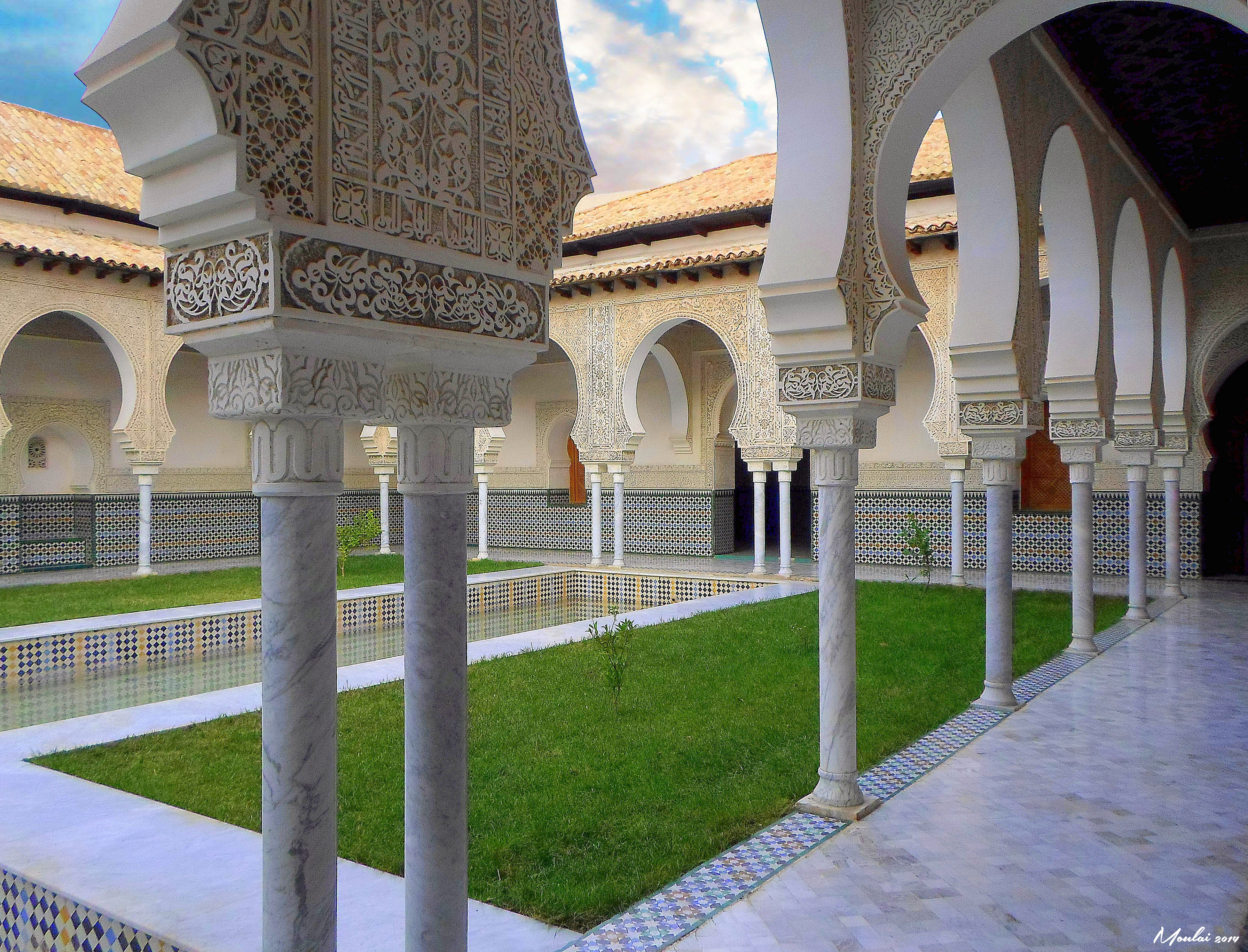
قصر المشور
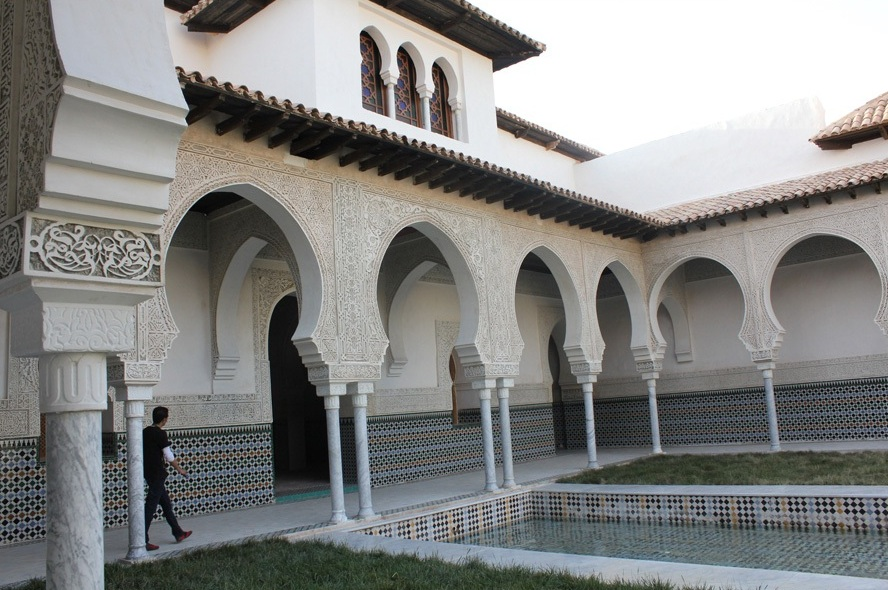